# アクセル・バカヨコ
アクセル・モハメド・バカヨコ（フランス語: Axel Mohamed Bakayoko、1998年1月26日 - ）は、フランスとコートジボワールのサッカー選手。ポジションはフォワード、ミッドフィールダー。
Kリーグ時代の登録名はバカヨコ（ハングル: 바카요코）。

## 経歴
2020年12月22日、レッドスター・ベオグラードと3年半契約を結んだ。しかし2022年夏に退団した。
2023年3月21日、韓国・Kリーグ2に新規参入した天安シティFCに加入。しかし、天安ではリーグ戦12試合に出場するもゴールを記録することはできず、クラブも開幕からの未勝利記録が続く中で、加入からわずか3ヶ月後の6月22日に双方合意の下に契約を解除した。